# Czesław Czapów

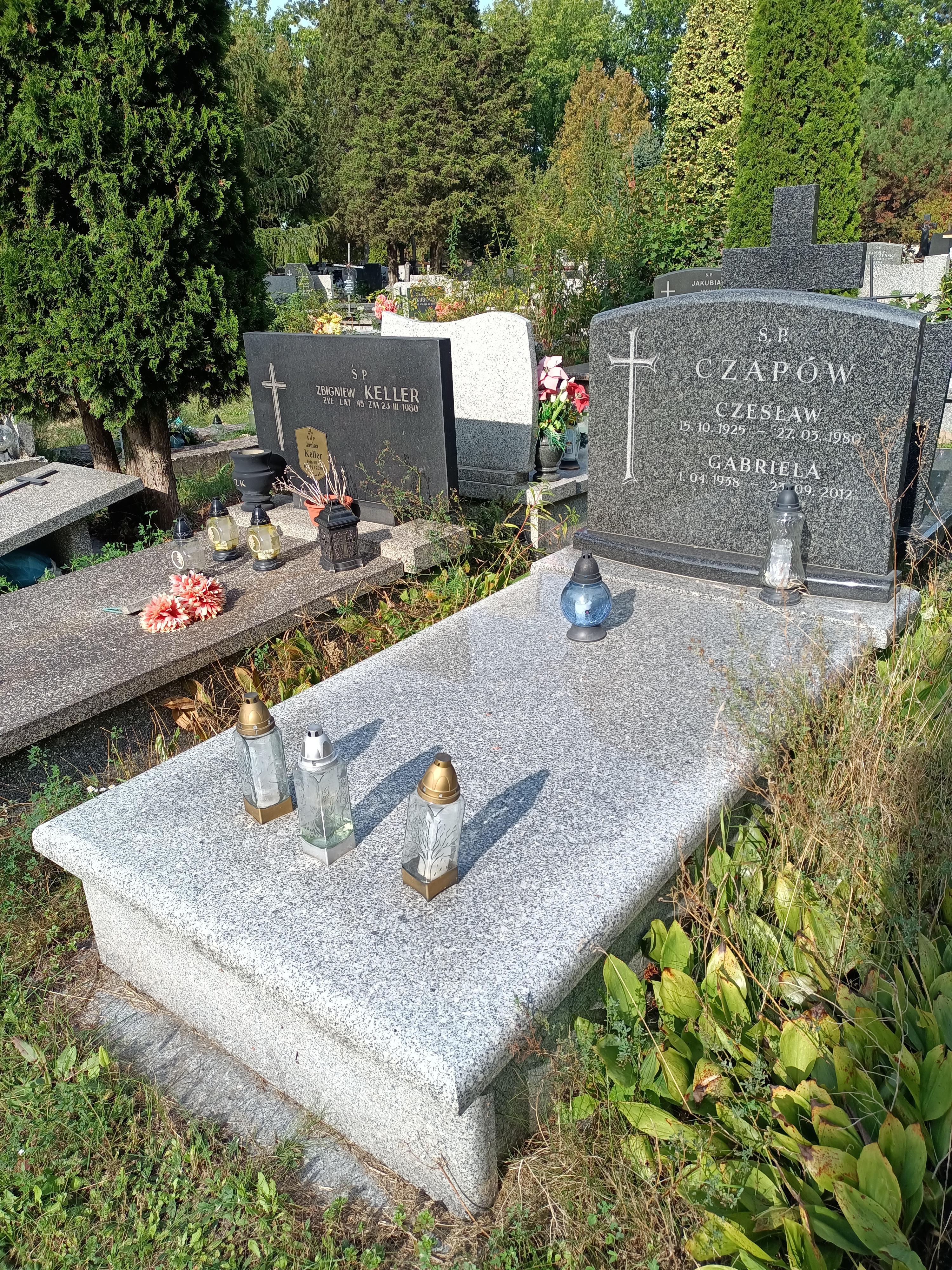
Grób Czesława Czapowa na Cmentarzu Komunalnym Północnym w Warszawie

Czesław Czapów (ur. 25 października 1925, zm. 27 marca 1980) – wykładowca Uniwersytetu Warszawskiego, twórca warszawskiej szkoły resocjalizacji oraz Instytutu Profilaktyki Społecznej i Resocjalizacji.

## Życiorys
Od 16 roku życia uczestniczył w działalności zbrojnego podziemia AK. W roku 1944 został ciężko ranny. Odznaczony Krzyżem Walecznych. 
Po wojnie rozpoczął studia na Wydziale Filozoficzno-Społecznym Uniwersytetu Warszawskiego, studiując równocześnie socjologię, antropologię, psychologię i pedagogikę.
W czasie studiów wraz z Janem Józefem Lipskim organizował nieformalne dyskusje na tematy związane z naukami społecznymi, spotkania te były inwigilowane przez władze bezpieczeństwa. Od września do grudnia 1953 r. Czapów był więziony przez UB, ale nie został formalnie oskarżony. W październiku 1954 w celu uwolnienia się od obserwacji UB upozorował własne samobójstwo i ukrywał się do grudnia 1955. 
Rozpoczął współpracę z tygodnikiem „Po prostu” i z Klubem Krzywego Koła, gdzie założył sekcję Diagnostyki Społecznej. Pracował też w Biurze Listów Polskiego Radia. 
Przyczynił się do powstania w roku 1958 Ośrodka Badania Opinii Publicznej przy PR. 
W roku 1960 rozpoczął pracę naukową na Uniwersytecie Warszawskim. Z inicjatywy Czapowa w 1972 roku powstał na Uniwersytecie Warszawskim Instytut Profilaktyki Społecznej i Resocjalizacji, z dniem 1 października 1972 r. podjął on pracę w nowo powstałym Instytucie i objął stanowisko zastępcy dyrektora ds. naukowych. Był kierownikiem Zakładu Pedagogiki Resocjalizacyjnej.  Wieloletnie starania o przyznanie Czapowowi tytułu profesora formalnie nigdy się nie powiodły, ponieważ każdorazowo były blokowane przez ówczesną władzę. 
W roku 1976 został usunięty z UW. Zmarł przedwcześnie wskutek chorób nabytych podczas pobytu w partyzantce i w więzieniu.

## Publikacje książkowe
- Czy Johnny stanie się gangsterem? Uwagi o metodach walki z przestępczością młodzieży, 1959
- Niebezpieczne ulice, 1960 (współautor: Stanisław Manturzewski)
- Rodzina a wychowanie, 1968
- Pedagogika resocjalizacyjna, 1971 (współautor: Stanisław Jedlewski)
- Socjotechnika w zakładzie pracy, 1975
- Wychowanie resocjalizujące: elementy metodyki i diagnostyki, 1978
- Młodość, miłość... i co dalej, 1980
- Kształtowanie motywacji i postaw. Socjotechniczne problemy działalności ideowo-wychowawczej, 1976